# 국제 금융 공사

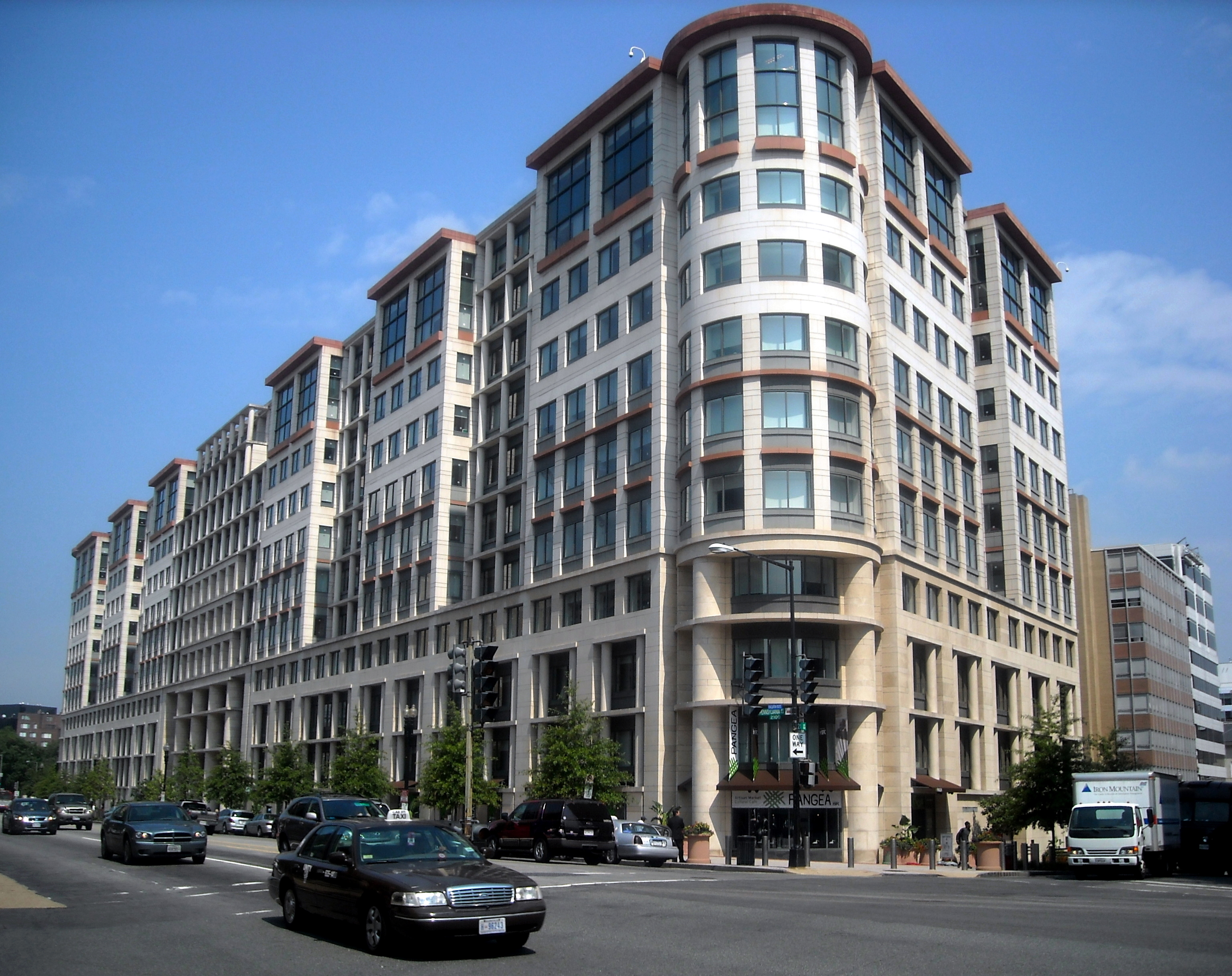

국제 금융 공사(International Finance Corporation, IFC)는 국제 개발 협회(IDA)와 더불어 세계은행(IBRD)의 양대 산하기관 중 하나로, 개발도상국에서 민간부문의 발전과 민간자본의 국제적 이동을 촉진함으로써 세계은행의 활동을 지원하는 것을 목적으로 1956년 설립되었다. 세계은행은 돈을 빌려주기만 하지만 IFC는 대출을 하면서 자본투자도 한다는 점이 다르다. 또 세계은행 대출에는 정부보증이 필요하나 IFC는 필요없고, 대출은 아시아·중남미 지역에 집중돼 있다는 게 특징이다.

## 같이 보기
- 지구환경기금
- 다자간 투자 보증 기구